# Erika von Thellmann

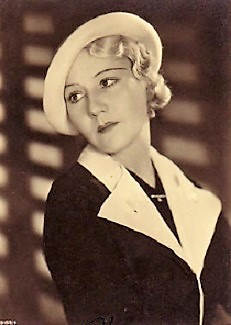
Erika von Thellmann.

Erika von Thellmann född 31 augusti 1902 i Leutschau, Karpaterna, Österrike-Ungern (nuvarande Levoca i Slovakien), död 27 oktober 1988 i Calw i Tyskland. Tysk skådespelerska. 

## Filmografi
- 1964 - Onkel Toms Hütte
- 1960 - Der brave Soldat Schwejk
- 1942 – Rembrandt - målaren och hans modeller
- 1941 – Frauen sind doch bessere Diplomaten
- 1939 - Opernball
- 1938 – Geld fällt vom Himmel